# Léon Jouhaux
Léon Jouhaux (París, 1 de julio de 1879-Ib., 28 de abril de 1954) fue un líder sindicalista francés que fue galardonado con el Premio Nobel de la Paz el 1951.

## Juventud
Nació el 1 de julio de 1879 en la ciudad de París, siendo hijo de un trabajador fabril de Aubervilliers. Inició sus estudios secundarios, pero los tuvo de dejar debido a la falta de dinero de su padre debido a las huelgas. A los dieciséis años entró a trabajar en la fábrica donde trabajaba su padre, inmediatamente inició procesos de huelga contra el uso del fósforo blanco que dejó ciego a su padre, motivo por el que fue despedido.

## Vida sindical
En 1906 fue escogido como jefe y representante en la Confederación General del Trabajo (CGT), donde su capacidad de trabajo le permitió ir escalando posiciones internas. Antes de 1909 ya había conseguido convertirse en tesorero y aquel año fue designado Secretario General, un cargo que desarrolló hasta 1947. En su cargo Jouhaux promovió diversas mejoras para el trabajador, consiguiendo así la jornada laboral de 8 horas, el derecho a sindicación, la firma de Convenios Colectivos así como el derecho a tener vacaciones pagadas. Gracias al gobierno del Frente Popular Francés (Comunistas, socialistas y radicales) durante la Tercera República Francesa Jouhaux consiguió firmar con el gobierno estas mejoras laborales en los Acuerdos de Matignon de 1936.
Firme opositor de cualquier conflicto armado, en el inicio de la Segunda Guerra Mundial dio apoyo a su país y luchó contra los nazis convencido de que la victoria de estos supondría el final de la democracia en Europa. Durante la guerra fue arrestado y deportado al campo de concentración de Buchenwald. Al final de la guerra continuó con su cargo de Secretario General de la CGT hasta su dimisión en 1947 para fundar una nueva rama, la Confederación General del Trabajo - Fuerza Obrera (CGT - FO).
En 1951 le fue concedido el Premio Nobel de la Paz por su lucha a favor de los sindicatos y los trabajadores. Posteriormente siguió trabajando a favor de los trabajadores y el sindicalismo, y su trabajo abrió caminos para la fundación de la Organización Internacional del Trabajo (OIT), y fue designado líder de la Federación Sindical Mundial.
Léon Jouhaux murió en París el 28 de abril de 1954.
- Datos: Q155415
- Multimedia: Léon Jouhaux / Q155415